# Eduard Hartmann (Politiker, 1940)
Eduard "Edi" Hartmann (* 15. Mai 1940 in Ulm) ist ein deutscher Politiker (SPD).
Hartmann studierte Volkswirtschaft und Jura an der Universität München und wurde 1965 Diplom-Volkswirt und 1969 selbständiger Steuerberater.
Im November 1958 wurde Hartmann Mitglied der SPD, für die er ab 1972 im Gemeinde- beziehungsweise Stadtrat in Neu-Ulm saß. Von 1970 bis 1986 war er Mitglied des Bayerischen Landtags.